# Camiel Verhamme
Camiel Remi Verhamme (Lendelede, 11 februari 1894 – Ingelmunster, 7 september 1982) was een Belgisch volksvertegenwoordiger en burgemeester.

## Levensloop
Verhamme was een zoon van Alfons Verhamme en Leonie Mestdagh. Hij trouwde in 1925 en het paar had twee zoons.
Hij werd vakbondsleider, propagandist voor het ACV en in 1922 medestichter van het Verbond van Christelijke Mutualiteiten van het arrondissement Kortrijk. 
Hij werd verkozen tot gemeenteraadslid (1926-1970) en burgemeester (1947-1970) van Ingelmunster.
In april 1940 verving hij de overleden Gustave Sap als katholiek volksvertegenwoordiger voor het arrondissement Roeselare-Tielt en hij vervulde dit mandaat tot in 1961.